# Kom till Jesus, min vän, du som sörjande går
Kom till Jesus, min vän, du som sörjande går är en psalm med text skriven av okänd upphovsman och musik skriven 1885 av Ralph E Hudson. Texten bearbetades 1987 av Barbro Törnberg-Karlsson.

## Publicerad i
- Segertoner 1988 som nr 499 under rubriken "Att leva av tro - Kallelse - inbjudan".[1]